# Glypta ferruginea
Glypta ferruginea là một loài tò vò trong họ Ichneumonidae.